# Attunga
Attunga – miasto w Australii, w stanie Nowa Południowa Walia.